# Obi
Obi, japanskom riječi "obi" označava se nekoliko tipova pojasa koji se nosi oko pasa zajedno s kimonom.